# Milíada
Milíada, (en llatí Milyas, en grec antic Μιλυάς -άδος) era el nom antic i original del que després es va anomenar Lícia segons Heròdot.
Durant la dominació persa el nom era donat a tot el país muntanyós al nord de Lícia i al sud de Psídia i part de Frígia oriental, diu Estrabó. De fet no es van fixar mai els límits reals d'aquest territori, i de vegades es deia que era una part de Lícia, explica Flavi Arrià.
Amb els selèucides el nom es va limitar a la part sud-oest de Psídia al límit amb Lícia és a dir al territori entre Termessos i el Mont Cadme, diuen Polibi i Estrabó. El districte, una part del qual (a l'oest) portava el nom de Cabàlia, era considerat part de Lícia per Claudi Ptolemeu, i de vegades de Pamfília o de Psídia per Plini el Vell. Després de la conquesta del territori per Antíoc III el Gran, els romans van cedir el país a Èumenes II de Pèrgam pel Tractat d'Apamea el 188 aC. Els prínceps de Psídia continuaven constant com a governants del territori.
Estrabó diu que el territori era molt muntanyós, però tenia algunes planes molt fèrtils. Els habitants eren anomenats milies (Μιλύαι), un nom que no apareix als poemes homèrics, però, segons Polibi, formarien part dels antics solimis, els primers pobladors del territori als que els cretencs immigrants haurien fet retrocedir fins a les muntanyes. Les ciutats principals de Milíada eren Cibira (Cybira), Enoanda, Balbura i Bubon que formaven la tetràpolis de Cibira. Alguns autors (Polibi, Claudi Ptolemeu i Esteve de Bizanci) mencionen una ciutat anomenada Milias que estaria situada al nord de Termessos.